# Dyo fōnes mia psychī
Dyo fōnes mia psychī (Δύο φωνές μία ψυχή) è un album di duetti del cantante italiano Al Bano con il cantante greco Giannīs Ploutarchos, pubblicato in Grecia nel 2011. Il singolo di promozione è stato Me mia matia (Felicità), una versione italiana-greca della canzone Felicità. Tra le varie canzoni il CD contiene due versioni diverse (duetto e solista) dei brani Me mia matia (Felicità) e Bella. L'album è stato premiato con 15 dischi di platino.

## Tracce
1. Lei c'è (Thanos Georgoulas, Cristiano Minellono)
2. Io mi ricordo di te (Thanos Georgoulas, Cristiano Minellono)
3. Bianca di luna (Albano Carrisi, Pino Massara, Alessandro Colombini)
4. Me mia matia (Felicità) (Gino De Stefani, Dario Farina, Cristiano Minellono)
5. Πειρατικό (Peiratiko) (Thanos Georgoulas, Vassilis Giannopoulos)
6. È la mia vita (Maurizio Fabrizio, Pino Marino)
7. Isole (Thanos Georgoulas, Cristiano Minellono)
8. Bella (Giannis Ploutarhos, Lazaros Komninos, Cristiano Minellono)
9. Φταίς (Ftais) (Thanos Georgoulas, Vassilis Giannopoulos)
10. Nel sole (Albano Carrisi, Pino Massara, Vito Pallavicini)
11. Libertà (Springbock, Little Big Horn, L.B. Horn, Willy Molco, Romina Power, Vito Pallavicini)
12. Tu per sempre (Alterisio Paoletti, Fabrizio Berlincioni)
13. Me mia matia (Felicità) (Gino De Stefani, Dario Farina, Cristiano Minellono)
14. Bella (Giannis Ploutarhos, Lazaros Komninos, Cristiano Minellono)